# Sphagnum davidii
Sphagnum davidii är en bladmossart som beskrevs av Warnstorf 1905. Sphagnum davidii ingår i släktet vitmossor, och familjen Sphagnaceae. Inga underarter finns listade i Catalogue of Life.